# Калмиковський
Калми́ковський (рос. Калмыковский) — селище у складі Новокузнецького району Кемеровської області, Росія. Входить до складу Сосновського сільського поселення.

## Населення
Населення — 12 осіб (2010; 12 у 2002).
Національний склад (станом на 2002 рік):
- росіяни — 92 %